# Gröna jobb
Gröna jobb är arbeten som enligt Förenta nationernas miljöprogram UNEP på ett avgörande sätt bidrar till att bevara eller återställa miljön. Arbetstillfällena kan finnas inom många verksamheter, som jordbruk, tillverkning, forskning och utveckling, administration och tjänster.
Arbetena kan handla om att skydda ekosystem och den biologiska mångfalden; minska energikonsumtionen, materialanvändandet och vattenkonsumtionen genom högre effektivitet; göra ekonomin mindre beroende av fossila bränslen och minimera eller helt avskaffa alla sorters sopor och föroreningar.